# Паэниу, Бикенибеу
Бикенибеу Паэниу (род. 10 мая 1956, деревня Бикенибеу, Тарава) — политик из Тувалу.

## Биография
Учился в Гавайском университете, по специальности экономист сельского хозяйства.
Первое появление Паэниу на сцене политики Тувалу относится к 1989. Тогда он вошёл в парламент в результате довыборов. В том же году он выступил против действующего на тот момент премьер-министра Томаси Пуапуа, сменив в октябре Пуапуа на этом посту. Основной целью правительства называл курс на самообеспечение.
В 1993 его сменил Камута Латаси по результатам всеобщих выборов, но в 1996 Паэниу вернулся на этот пост. В этот период Паэниу был инициатором вопроса о восстановлении прежнего флага Тувалу с использованием британского.
13 апреля 1999 вынужден был уйти в отставку в связи с вотумом недоверия. Исполнял обязанности премьер-министра до 26 апреля, когда Ионатана Ионатана был утверждён на этот пост.
В настоящее время член парламента от острова Нукулаэлаэ. В правительстве Сауфату Сопоанга занимал должность министра финансов и экономического планирования.

## Внешние ссылки
Биография (недоступная ссылка)